# Friedrich Ludwig Aster

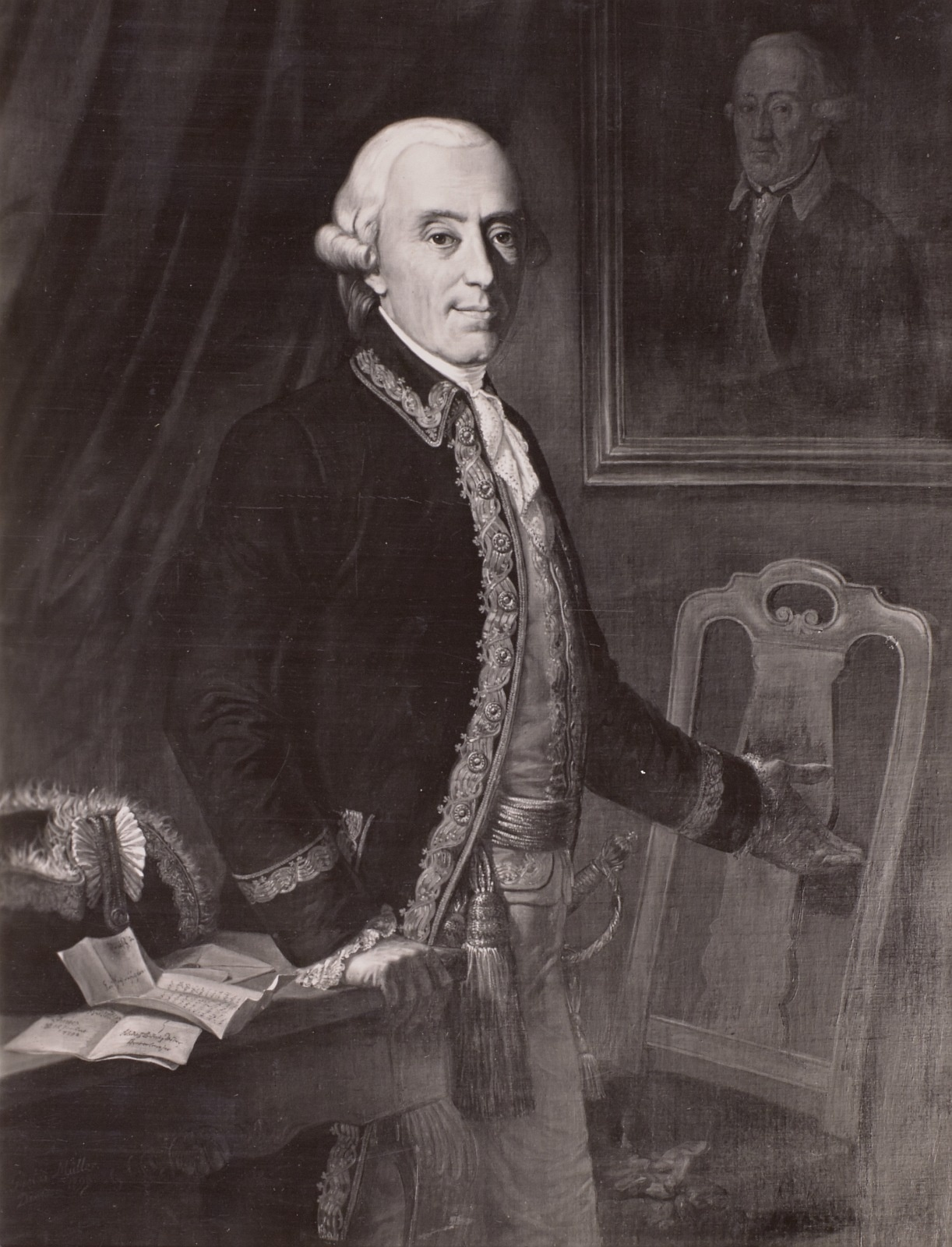
Friedrich Ludwig Aster auf einem Gemälde von Gustav Möller (1898, vermutlich Kopie eines älteren Gemäldes)

Friedrich Ludwig Aster (* 28. November 1732 in Dresden; † 1. Dezember 1804 ebenda) war ein kursächsischer Offizier und Kartograf, zuletzt Generalmajor sowie Chef des Ingenieurkorps.

## Leben
Aster war mit Susanne Ludowike, geborene Hennig († 1817) verheiratet. Das Paar hatte die Söhne Ernst Ludwig und Carl Heinrich.
Er diente unter Friedrich August I. ab 1778 als Major, ab 1787 als Oberstleutnant und war Assessor des Obermilitäramtes zu Dresden ab 1792. Kurfürst Friedrich August III. beauftragte sein Ingenieurkorps unter Leitung von Aster mit der Herstellung einer Situationskarte, welche für militärische Zwecke geeignet sein sollte.
Sächsische Meilenblätter

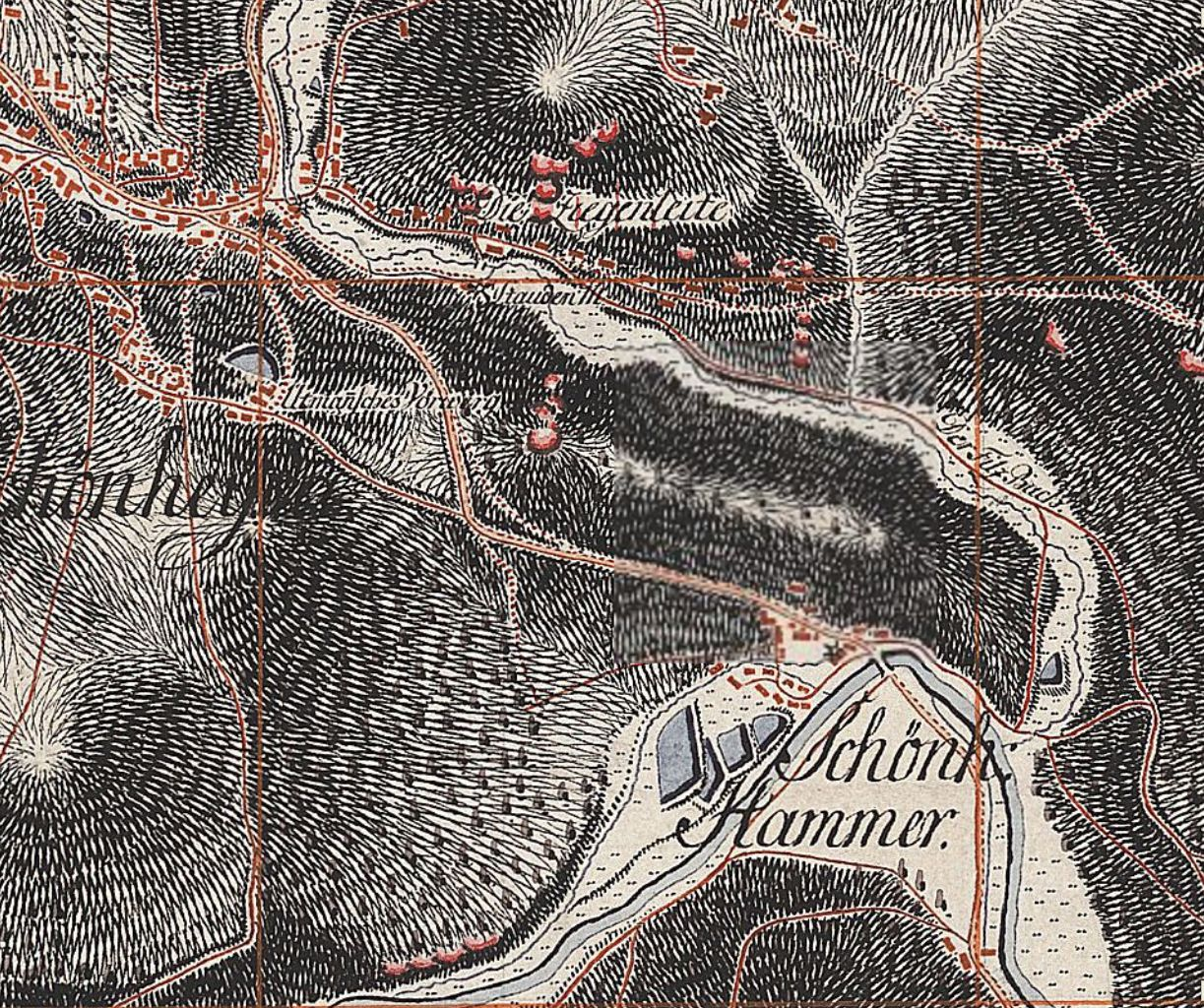
Ausschnitt aus einer Karte der Meilenblätter – Berliner Exemplar von 1792 – aufgenommen unter Friedrich Ludwig Asters Leitung

Aster leitete die topografische Aufnahme des Landes Sachsen aufbauend auf Triangulation und Basismessung zwischen Sonnenstein und Königstein nach französischem Vorbild. Aus der zwischen 1780 und 1806 durchgeführten topographischen Landesaufnahme entstanden 424 sächsische Meilenblätter im Maßstab 1 : 12.000. Diese Karten werden durch die Staats- und Universitätsbibliothek Dresden (SLUB Dresden) der Öffentlichkeit zugänglich gemacht, sind herunterladbar und stellen einen reichen Fundus für Forscher dar. Es gibt drei verschiedene Ausgaben, das Berliner Exemplar (sog. Königsexemplar) mit 370 Teilen (1791 bis 1810), das Freiberger Exemplar mit 394 Blättern (mit Nachträgen bis 1876) und das Dresdner Exemplar mit etwa 445 Blättern (ab 1792 mit Nachträgen und Ergänzungen bis ins letzte Viertel des 19. Jahrhunderts).

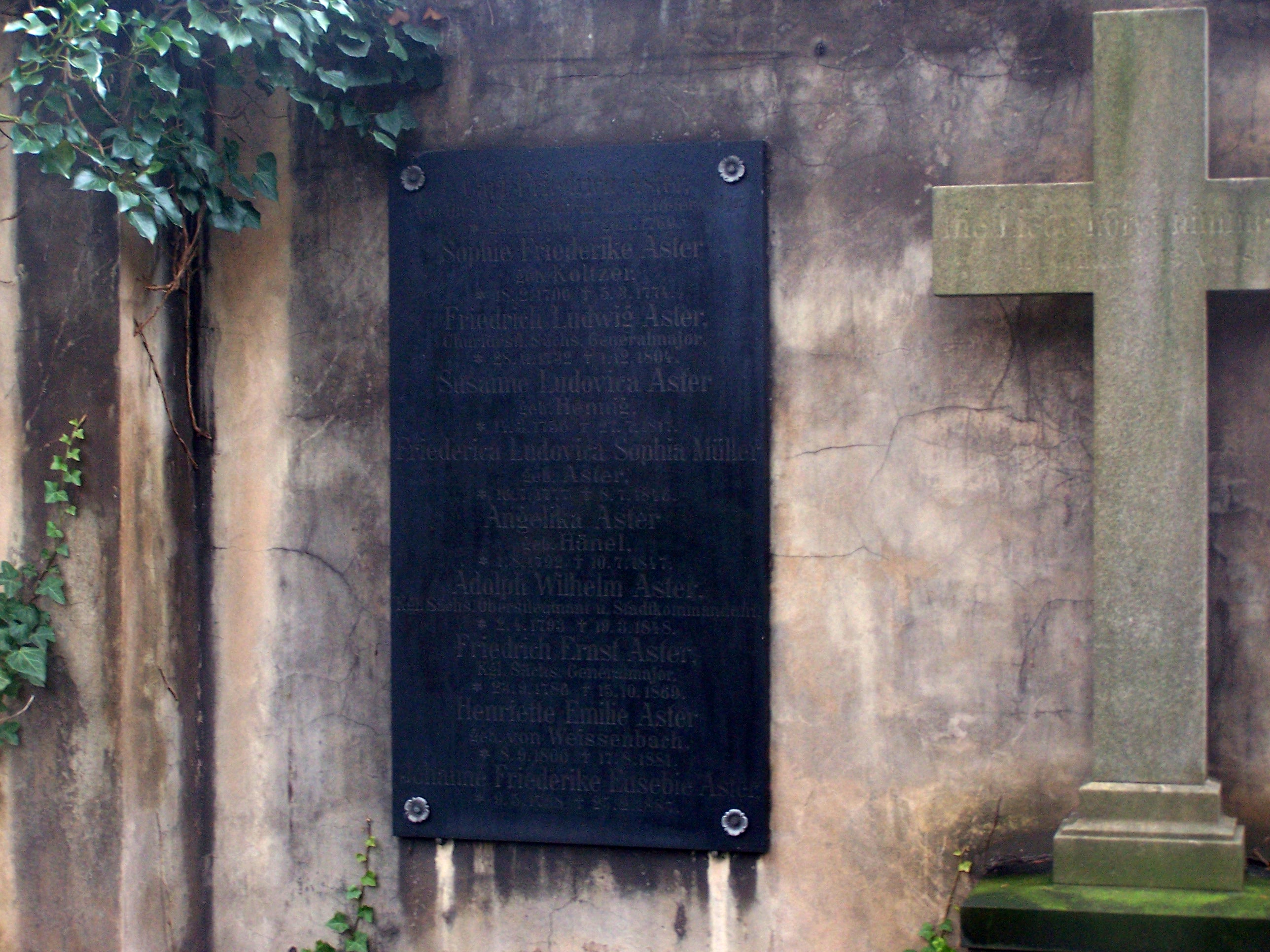
Das Grab der Familie Aster

Aster ist auf dem Inneren Neustädter Friedhof in Dresden beigesetzt.

## Werke
- Gesammelte Nachrichten von dem in den Vereinigten Niederländischen Provinzen gebräuchlichen Cement aus Trassen oder gemahlnen Cöllnschen und Andernachschen Tuffsteine, Gerlachische Buchhandlung, Leipzig und Dresden 1773 (Digitalisat)
- Gesammelte Nachrichten von dem Verfahren der Holländer wenn sie wasserdichtes Mauerwerk machen, Gerlachische Buchhandlung, Leipzig und Dresden 1774 (Digitalisat)
- Ausführlicher Bericht, wie die merkwürdige Schlacht bei Siptitz ohnweit Torgau am 3. November 1760 geschehen, bey Christian Gottlob Hilscher, Leipzig 1776 (Digitalisat)
- Sächsische Meilenblätter „Berliner Exemplar“, aufgenommen 1780–1806, zu Beginn unter Leitung von Friedrich Ludwig Aster. – 1:12000. – Staatsbibliothek zu Berlin – Preußischer Kulturbesitz, Kart. M 14433 (Digitalisat)
- Reproduktionen der Aster´schen Meilenblätter von Sachsen im Archiv des Schloßmuseums Hinterglauchau (Große Topographische Landesaufnahme Sachsens 1780–1804 unter Major Friedrich Ludwig Aster[6])